# Hugo Wittmann (Politiker)
Hugo Wittmann (* 8. Juni 1882; † 22. Februar 1964) war ein deutscher Kaufmann und Kommunalpolitiker.

## Werdegang
Wittmann war Besitzer der Brauerei zum Dräxlmaier in Landshut. Von 1930 bis 1933 gehörte er dem Stadtrat an. Nach dem Einmarsch der US-Armee in Landshut erklärte er sich am 3. Mai 1945 bereit, das Amt des Oberbürgermeisters zu übernehmen. Aus gesundheitlichen Gründen musste er nach zwei Monaten am 26. Juni 1945 zurücktreten.

## Ehrungen
- Ernennung zum Kommerzienrat
- 1957: Verdienstkreuz 1. Klasse der Bundesrepublik Deutschland
- 1957: Ehrenbürger der Stadt Landshut